# El Tag
El Tag (arabsky: التاج) je vesnice a svaté místo v oáze Kufra v Libyjské poušti na Sahaře. Nachází se v okresu Al-Kufra na jihu regionu Kyrenaika v jihovýchodní Libyi. Arabské slovo el tag znamená v češtině „koruna“ a vychází z polohy nad povodím Kufry. V El Tagu, který je na vzestupu,[ujasnit] se nenachází oázový pramen, ani přirozené prostředí datlovníků.[ujasnit]